# Masters de Madrid 2013
El Mutua Madrid Open 2013 fue un torneo de tenis que pertenece tanto a la ATP en la categoría de ATP World Tour Masters 1000 como a la WTA en la categoría Premier Mandatory. Se disputó del 3 al 12 de mayo de 2013 sobre polvo de ladrillo en La Caja Mágica en Madrid, España, siendo junto con el Masters de Roma los dos torneos de Gran Envergadura previo a Roland Garros.

## Puntos y premios en efectivo

### Distribución de puntos
| Evento                  | G    | F   | SF  | CF  | Ronda de 16 | Ronda de 32 | Ronda de 64 | Q  | Q2 | Q1 |
| Individuales masculinos | 1000 | 600 | 360 | 180 | 90          | 45          | 10          | 16 | 8  | 0  |
| Dobles masculinos       | 1000 | 600 | 360 | 180 | 90          | 0           | —           | —  | —  | —  |
| Individuales femeninos  | 1000 | 700 | 450 | 250 | 140         | 80          | 5           | 30 | 20 | 1  |
| Dobles femeninos        | 1000 | 700 | 450 | 250 | 140         | 5           | —           | —  | —  | —  |

### Premios en efectivo
| Event                   | G         | F         | SF        | CF       | Ronda de 16 | Ronda de 32 | Ronda de 64 | Q2     | Q1     |
| Individuales masculinos | 585 800 € | 287 225 € | 144 560 € | 73 510 € | 38 170 €    | 20 125 €    | 10 865 €    | 2505 € | 1275 € |
| Individuales femeninos  | 631 000 € | 313 000 € | 149 500 € | 70 000 € | 33 000 €    | 17 500 €    | 8750 €      | 2375 € | 1140 € |
| Dobles masculinos       | 181 400 € | 88 800 €  | 44 550 €  | 22 860 € | 11 820 €    | 6240 €      | —           | —      | —      |
| Dobles femeninos        | 199 000 € | 100 000 € | 45 000 €  | 18 975 € | 9500 €      | 5000 €      | —           | —      | —      |

## Cabeza de serie

### Individuales masculinos
| Tenista            | Ranking | Preclasificado |
| Novak Djokovic     | 1       | 1              |
| Roger Federer      | 2       | 2              |
| Andy Murray        | 3       | 3              |
| David Ferrer       | 4       | 4              |
| Rafael Nadal       | 5       | 5              |
| Tomáš Berdych      | 6       | 6              |
| Jo-Wilfried Tsonga | 8       | 7              |
| Richard Gasquet    | 9       | 8              |
| Janko Tipsarević   | 10      | 9              |
| Marin Čilić        | 11      | 10             |
| Nicolás Almagro    | 12      | 11             |
| Milos Raonic       | 13      | 12             |
| Tommy Haas         | 14      | 13             |
| Kei Nishikori      | 15      | 14             |
| Stanislas Wawrinka | 16      | 15             |
| Gilles Simon       | 17      | 16             |

### Dobles masculinos
| Tenista                                | Ranking | Preclasificado |
| Bob Bryan Mike Bryan                   | 2       | 1              |
| Marcel Granollers Marc López           | 7       | 2              |
| Robert Lindstedt Daniel Nestor         | 14      | 3              |
| Aisam-ul-Haq Qureshi Jean-Julien Rojer | 15      | 4              |
| Max Mirnyi Horia Tecău                 | 18      | 5              |
| Mahesh Bhupathi Rohan Bopanna          | 21      | 6              |
| Alexander Peya Bruno Soares            | 32      | 7              |
| Jürgen Melzer Leander Paes             | 43      | 8              |

### Individuales femeninos
| Tenista             | Ranking | Preclasificada |
| Serena Williams     | 1       | 1              |
| María Sharápova     | 2       | 2              |
| Victoria Azarenka   | 3       | 3              |
| Agnieszka Radwańska | 4       | 4              |
| Li Na               | 5       | 5              |
| Angelique Kerber    | 6       | 6              |
| Sara Errani         | 7       | 7              |
| Petra Kvitová       | 8       | 8              |
| Samantha Stosur     | 9       | 9              |
| Caroline Wozniacki  | 10      | 10             |
| Nadia Petrova       | 11      | 11             |
| Roberta Vinci       | 12      | 12             |
| María Kirilenko     | 13      | 13             |
| Marion Bartoli      | 14      | 14             |
| Dominika Cibulková  | 15      | 15             |
| Ana Ivanović        | 16      | 16             |

### Dobles femeninos
| Tenista                            | Ranking | Preclasificada |
| Andrea Hlaváčková Lucie Hradecká   | 9       | 1              |
| Nadia Petrova Katarina Srebotnik   | 11      | 2              |
| Yekaterina Makarova Yelena Vesnina | 13      | 3              |
| Raquel Kops-Jones Abigail Spears   | 29      | 4              |
| Bethanie Mattek-Sands Sania Mirza  | 35      | 5              |
| Anna-Lena Grönefeld Květa Peschke  | 39      | 6              |
| Shuai Zhang Jie Zheng              | 48      | 7              |
| Hsieh Su-Wei Peng Shuai            | 51      | 8              |

## Campeones

### Individuales masculinos
Rafael Nadal venció a  Stanislas Wawrinka por 6-2, 6-4

### Individuales femeninos
Serena Williams venció a  María Sharápova por 6-1, 6-4

### Dobles masculinos
' Bob Bryan /  Mike Bryan vencieron a  Alexander Peya  /  Bruno Soares por 6-2, 6-3

### Dobles femeninos
Anastasiya Pavliuchenkova /  Lucie Šafářová vencieron a  Cara Black /  Marina Erakovic por 6-2, 6-4